# Wörleinshof
Wörleinshof ist ein Gemeindeteil der Gemeinde Alfeld im Landkreis Nürnberger Land (Mittelfranken, Bayern). Wörleinshof liegt in der Gemarkung Pollanden.

## Geografie
Der Weiler befindet sich etwa 700 Meter nördlich der Bundesautobahn 6, die hier durch den Gräfenbucher Forst verläuft. Eine Gemeindeverbindungsstraße führt nach Lieritzhofen zur Kreisstraße LAU 26 (1,1 km nordwestlich) bzw. nach Nonnhof (1 km südöstlich).

## Geschichte
Wörleinshof wurde 1843 auf dem Gemeindegebiet von Pollanden gegründet. Zusammen mit Pollanden wurde Wörleinshof im Zuge der Gebietsreform in Bayern am 1. April 1971 in die Gemeinde Alfeld eingegliedert.